# Râu Sadului
Râu Sadului oder Rîu Sadului [ˈrɨu ˈsadului] (deutsch Kalibaschen, ungarisch Riuszád) ist eine Gemeinde im Kreis Sibiu, in der Region Siebenbürgen in Rumänien.

## Geographische Lage

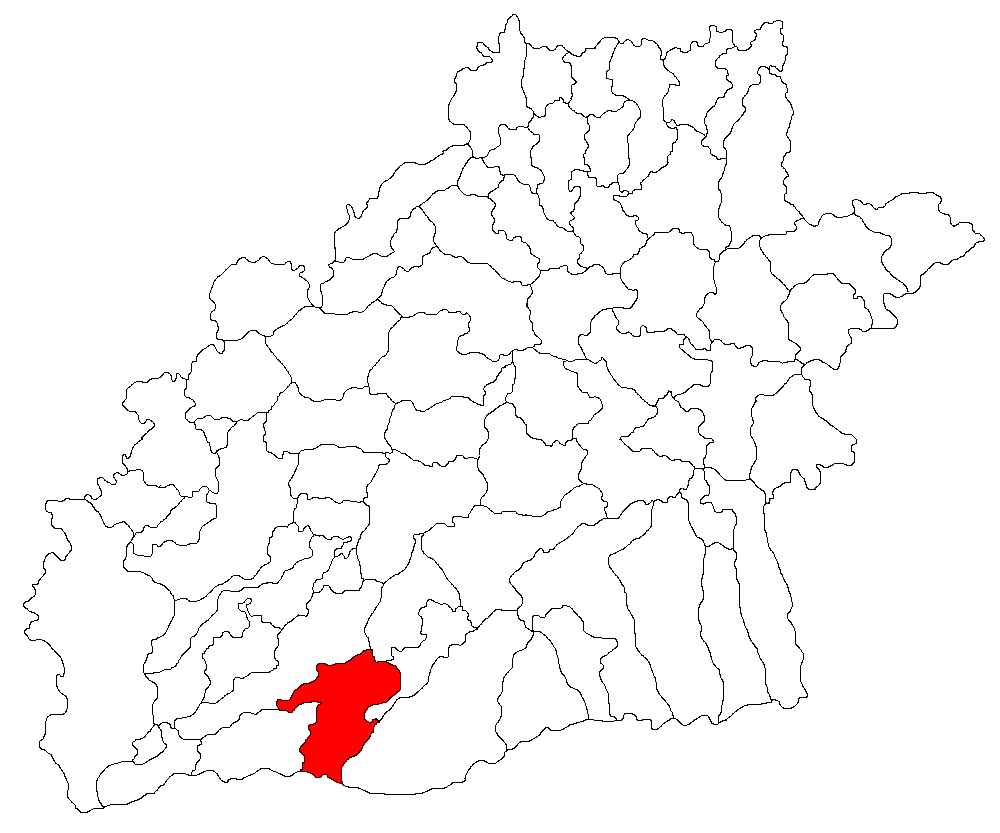
Lage von Râu Sadului im Kreis Sibiu

Râu Sadului liegt im Südwesten Siebenbürgens am Oberlauf des Sadu – ein rechter Nebenfluss des Cibin (Zibin) –, in der Mărginimea Sibiului zwischen dem Lotrului- und dem Zibinsgebirge. An der Kreisstraße (Drum județean) DJ 105G im Süden des Kreises Sibiu, befindet sich da Straßendorf etwa 20 Kilometer südwestlich von der Kleinstadt Cisnădie (Heltau), die Kreishauptstadt Hermannstadt liegt ca. 30 Kilometer nördlich.

## Geschichte
Der Ort Râu Sadului wurde nach unterschiedlichen Angaben 1726 oder 1771 erstmals urkundlich erwähnt.
Anfang des 18. Jahrhunderts siedelten mehrere Schäferfamilien aus Rășinari hier auf das Gebiet der heutigen Gemeinde. Die Bezeichnung des Ortes wurde nach dem hier vorbeifließenden Bach Sadu (Râu Sadu) gegeben.
1896 wurde in Râu Sadului das älteste Wasserkraftwerk „Sadu V“ in Rumänien errichtet, um die nahegelegene Stadt Hermannstadt mit Strom zu versorgen. 1907 folgte stromaufwärts das Wasserkraftwerk „Sadu II“, nachdem 1905 dessen Staudamm fertiggebaut wurde.
Die Hauptbeschäftigungen der Bevölkerung sind die Viehzucht (hauptsächlich Schäferei) und die Forstwirtschaft.

## Bevölkerung
1850 lebten auf dem Gebiet der heutigen Gemeinde 665 Menschen, davon waren 21 Roma, restliche waren Rumänen. Die höchste Bevölkerungszahl des Ortes wurde 1956, und auch gleichzeitig die der Rumänen (1763), der Rumäniendeutsche (98) und die der Ungarn (33) registriert. Die höchste Anzahl der Roma (55) wurde 1930 ermittelt. Die Einwohnerzahl nahm seit 1956 deutlich ab; 2002 lebten in der Gemeinde noch 636, 2011 571 Menschen. Des Weiteren bekannten sich bis etwa 1966 auch einige Menschen als Ukrainer, die höchste Anzahl (22) wurde 1966 registriert; 1956 bekannte sich einer als Slowake.

## Sehenswürdigkeiten
- Die rumänische-orthodoxe Kirche Sfinții Arhangheli Mihail și Gavriil wurde 1848 an Stelle der 1768 errichteten Holzkirche aufgebaut. Der Holzturm wurde 1914 mit Wiener Blech ummantelt und hat drei Glocken.[6]
- Râu Sadului ist Ausgangspunkt zu den Bergen und Seen der Staudämme in der Umgebung.